# Munkfly
Munkfly (Panthea coenobita) är en fjäril i familjen nattflyn och underfamiljen Pantheinae, alternativt sedd som en egen familj, Pantheidae, med det svenska namnet klosterflyn. 

## Kännetecken
Fjärilen har en vingbredd på 41-57 millimeter. Framvingarna är vita med svarta teckningar i form av fläckar och tvärband. Bakvingarna är gråaktiga. 

## Utbredning
Munkfly finns i Nordeuropa, Östeuropa och Sydeuropa, den centrala och nordeuropeiska delen av Ryssland, Japan, Korea, norra Kina, Ryska Fjärran Östern, södra och västra Sibirien  och Turkiet. Den är sällsynt i Sverige.

## Levnadssätt
Munkfly genomgår fullständig förvandling med de fyra utvecklingsstadierna ägg, larv, puppa och imago. Flygtiden är maj till juli (juni till juli i nordligare delar av utbredningsområdet). Som larv lever den på tall, gran eller lärk. Förpuppningen sker på marken i en glest spunnen kokong. Övervintringen sker som puppa.